# فرانک کانن (بازیکن فوتبال)
فرانک کانن (انگلیسی: Frank Cannon; ۸ نوامبر ۱۸۸۸ – ۱۵ فوریهٔ ۱۹۱۶) بازیکن فوتبال اهل پادشاهی متحد بریتانیای کبیر و ایرلند بود.
از باشگاه‌هایی که در آن بازی کرده‌است می‌توان به باشگاه فوتبال کویینز پارک رنجرز، باشگاه فوتبال گیلینگام، باشگاه فوتبال وستهام یونایتد، باشگاه فوتبال هیتچین تاون، و باشگاه فوتبال پورت ویل اشاره کرد.